# Прыжки с трамплина на зимних Олимпийских играх 1956
Соревнования по прыжкам с трамплина на зимних Олимпийских играх 1956 года прошли 5 февраля на Трамполино Олимпико.

## Общий медальный зачёт
| Место | Страна                          | Золото | Серебро | Бронза | Всего |
| ----- | ------------------------------- | ------ | ------- | ------ | ----- |
| 1     | Финляндия                       | 1      | 1       | 0      | 2     |
| 2     | Объединённая германская команда | 0      | 0       | 1      | 1     |
| Всего | Всего                           | 1      | 1       | 1      | 3     |

## Медалисты
| Вид  | Золото                    | Серебро                    | Бронза                                     |
| ---- | ------------------------- | -------------------------- | ------------------------------------------ |
| К-72 | Антти Хювяринен Финляндия | Аулис Каллакорпи Финляндия | Харри Глас Объединённая германская команда |